# Neorupilia fusca
Neorupilia fusca is een keversoort uit de familie bladkevers (Chrysomelidae). De wetenschappelijke naam van de soort werd in 1932 gepubliceerd door Charles Oke.